# Marta e Maria Maddalena
Marta e Maria Maddalena (conosciuto anche col titolo di Conversione della Maddalena) è un dipinto del pittore italiano Caravaggio, eseguito con la tecnica dell'olio su tela intorno al 1598. È conservato nell'Institute of Arts di Detroit.

## Storia
Venne dipinta nel periodo in cui Caravaggio viveva nel palazzo del suo protettore, il Cardinale Francesco Maria Del Monte. La modella che posò per la figura di Marta è stata identificata in Anna Bianchini mentre la figura di Maddalena venne interpretata da Fillide Melandroni, frequentatrice di Palazzo Del Monte e probabile amante di Caravaggio. L'artista la ritrae  infatti in numerosi dipinti, dal Ritratto di cortigiana, eseguito per l'amante della giovane, il banchiere Vincenzo Giustiniani, alla Santa Caterina d'Alessandria di Madrid. Più recenti studi riconoscono invece nella figura di Maria Maddalena la cortigiana romana Maddalena Antognetti

## Descrizione e stile
Il dipinto mostra le sorelle bibliche Marta e Maria Maddalena; Marta è colta nell'atto di convertire Maria dalla sua vita di peccato per condurla alla fede in Cristo. La santa, col volto oscurato dall'ombra, si appoggia in avanti, argomentando sapientemente le sue tesi di fronte alla sorella, che è raffigurata nell'atto di roteare un fiore d'arancio tra le dita, mentre con il braccio sinistro regge uno specchio, simbolo della vanità. L'effetto dell'immagine riecheggia sul volto di Maria, colta nel momento dell'inizio della conversione. Nel 2009 lo studioso Pietro Caiazza ha pubblicato un lavoro, intitolato "Caravaggio e la falsa Maddalena", in cui rimette in discussione il soggetto del dipinto, proponendo una nuova interpretazione, legata strettamente alla committenza Aldobrandini.